# CBU-55

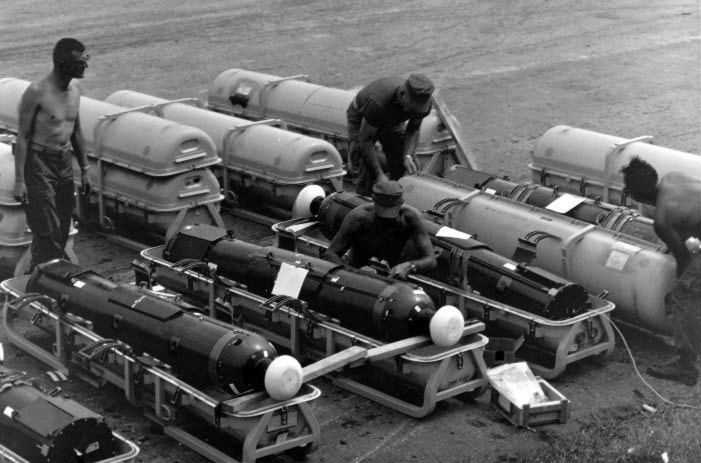
Quân đội Hoa Kỳ với bom CBU-55 năm 1970

CBU-55 là một loại bom nhiệt áp dạng chùm (cluster bomb incendiary device) được quân đội Mỹ phát triển trong Chiến tranh Việt Nam, với mục đích tiêu diệt sinh lực địch, dọn bãi cho trực thăng đổ bộ. Nó cũng được gọi là bom chân không, bom nổ khối, bom nhiên liệu dạng khí, bom phát quang.

## Đặc điểm cấu tạo
Theo Từ điển Bách khoa Quân sự Việt Nam, trong khi hầu hết các loại bom cháy khác chứa na-pan hoặc phosphor, quả bom CBU-55 nặng 750 cân Anh (khoảng 340 kg) chứa nhiên liệu chủ yếu là prô-pan.
Điểm khác của CBU-55 so với bom nổ thông thường là nó không tạo mảnh văng sát thương và hố bom, mà chủ yếu là tạo ra nhiệt áp phá hủy hệ hô hấp và não bộ do phản ứng đốt cháy hoàn toàn oxy trong phạm vi sát thương. Khi chạm đất, ngòi nổ hoạt động gây nổ ống thuốc đặt giữa trục bom, phá vỡ vỏ bom, làm văng oxide êtylen thành các giọt, tạo thành đám mây xon khí (nhiên liệu dạng khí) có đường kính 25 - 17m; cao 2,5 - 3m. Đám mây này được một trạm nổ kích thích ở độ cao 1m sau khi hình thành 0,125 giây. Bán kính sát thương của mỗi bom con là 50m. Khi nổ, hỗn hợp nhiên liệu kết hợp với oxy trong không khí hình thành một khối nổ lớn và đốt hết khí oxy trong phạm vi rộng, với bán kính gây sát thương khoảng gần 500 mét, diện tích sát thương là 0,8 km2.
CBU-55 là loại bom chùm hàng không dạng cát-xét, kiểu nổ xon khí đầu tiên của Mỹ. Cấu tạo của bom chùm CBU-55 gồm: kết cấu chứa bom mẹ SUU-49B và bom con BLU-73B. Trong đó, SUU-49B có hình trụ thon dài 2,3m, đường kính 0,36m, sải cánh đuôi 0,72m, khối lượng 235 kg, chứa 3 bom con BLU-73, dọc thân từ lỗ lắp ngòi hẹn giờ tới nắp đáy, có đặt một dây nổ, đảm bảo mở cát xét ở trên không. Mỗi bom con có khối lượng 45 kg, nạp 32,6 kg oxide êtylen lỏng, có dù hãm để giảm tốc độ rơi xuống còn 33 m/s. Bom CBU - 54 được thiết kế cho loại máy bay tốc độ dưới âm (như A-37, OV-10 và máy bay trực thăng UH-1 ở độ cao bay 600m, tốc độ bay 120 km/giờ).
Được mô tả là "vũ khí phi hạt nhân khủng khiếp nhất trong kho vũ khí của Mỹ", loại bom này đã là một trong những vũ khí truyền thống có sức sát thương nhất được thiết kế cho chiến tranh. Tuy nhiên, do sức sát thương quá mạnh, có thể gây thảm sát hàng loạt không phân biệt dân thường và binh sĩ nên loại bom chùm nhiệt áp kiểu này bị coi là vô nhân đạo giống như vũ khí hóa học, và đã bị quốc tế cấm sử dụng trong chiến tranh.

## Sử dụng trong Chiến tranh Việt Nam
Theo Từ điển Bách khoa Quân sự Việt Nam, CBU-55 đã được sử dụng lần đầu tiên trong chiến dịch Quảng Trị (1972).
Theo trang web của tỉnh Bến Tre, có hai quả bom CBU-55 khác đã được ném xuống Bến Tre, một quả xuống ấp 1, xã Tam Phước, huyện Châu Thành, vào tháng 8-1972, quả thứ hai xuống xã Châu Bình, huyện Giồng Trôm vào giữa năm 1973. Hai vỏ bom mang dòng chữ "BOMB... CBU - 55, US ARMY" được trưng bày tại Bảo tàng tỉnh Bến Tre.
Một trong các sự kiện nổi bật nhất là vụ ném bom CBU-55 xuống ngã ba Dầu Giây, Long Khánh, trong trận Xuân Lộc, vào ngày 21 tháng 4 năm 1975. Từ đầu tháng 4 năm 1975, một số quả bom CBU-55 đã được chở bằng máy bay từ Thái Lan tới sân bay Biên Hòa. Được sự chuẩn y của tướng Homer D. Smith, quân lực Việt Nam Cộng hòa đã sử dụng 2 quả bom loại này, một máy bay vận tải C-130 bay tới Xuân Lộc tại độ cao 6.000m, rồi thả bom. Bom nổ tạo một quầng lửa đốt cháy một vùng rộng 1,6 hecta. Tướng Việt Nam Cộng hòa là Lê Minh Đảo tuyên bố trên đài phát thanh rằng bom đã ném trúng Sở chỉ huy Sư đoàn 341 quân đội nhân dân Việt Nam và tiêu diệt gần như toàn bộ lực lượng chỉ huy ở đó, nhưng thực ra Sở chỉ huy Sư đoàn 341 hoàn toàn không bị ảnh hưởng gì Nhưng với diện tích sát thương rộng (mỗi quả đốt hết oxy trong một vùng rộng 2 mẫu Anh), 2 quả bom này vẫn gây sát thương khá lớn. Các chuyên gia Mỹ ước lượng rằng khoảng 250 người lính quân đội nhân dân Việt Nam đã bị thương vong bởi bom này, chủ yếu do bị ngạt oxy hoặc bị bỏng. Còn theo nhân chứng là Anh hùng lực lượng vũ trang Trần Văn Chín thì tiểu đoàn 2 (Trung đoàn 4, sư đoàn 6) của ông đã bị trúng loại bom này tại khu vực suối Nhạn, khiến 28 người hi sinh tại chỗ, hơn 50 người khác bị thương phải đưa đi điều trị.
CBU-55 đã không được sử dụng thêm lần nào nữa trong chiến tranh. Còn lại hai quả CBU không rõ loại sau chiến tranh được đặt tại kho Long Bình đã bị quân đội nhân dân Việt Nam thu giữ. Tuy nhiên 2 quả bom này không có ngòi nổ nên hoàn toàn vô dụng.
Bảo tàng tội ác chiến tranh ở thành phố Hồ Chí Minh hiện cũng trưng bày loại bom này.